# Willy Bogner (pare)
Wilhelm Bogner, conegut popularment com a Willy Bogner, (Alemanya, 7 de febrer de 1909 - 1977, Alemanya Occidental) fou un esportista alemany que destacà a la dècada del 1930 en la combinada nòrdica. Va néixer problament a la ciutat de Múnic. Fou el pare del també esportista Willy Bogner.
En el Campionat del Món d'esquí nòrdic de 1934 aconseguí guanyar la medalla de plata en la prova d'esquí de fons per relleus i en l'edició de 1935 la medalla de bronze en la combinada nòrdica.
L'any 1936 fou designat l'atleta alemanya responsable de realitzar el Jurament Olímpic als Jocs Olímpics d'Hivern de 1936 realitzats a Garmisch-Partenkirchen, jocs ens els quals finalitzà 12è en la prova de combinada nòrdica i 6è en la prova de relleus 4x10 d'esquí de fons. Al llarg de la seva carrera també fou onze vegades campió alemany d'esquí de fons i combinada nòrdica.
En finalitzar la seva carrera esportiva es dedicà al disseny de peces esportives per a la pràctica dels esports hivernals.